# Jürgen Natter
Jürgen Natter (* 1981 in Feldkirch, Österreich) ist ein österreichischer Organist, Cembalist und Dirigent.

## Leben
Seine ersten Lehrer waren Walfried Kraher und Helmut Binder. Am Vorarlberger Landeskonservatorium hatte er Unterricht bei Günter Fetz und Elisabeth Zawadke. Ergänzend studierte er Klavier, Cembalo und Dirigieren. Noch während des Studiums erlangte er 2003 den 1. Preis und den Publikumspreis beim Orgel-Improvisationswettbewerb Laurentius von Schnüffis. 1998 und 2003 erhielt er außerdem Begabten-Stipendien des Landes Vorarlberg.
2006 beendete er sein Konzertfachstudium an der Musik-Akademie der Stadt Basel (Interpretation Klasse Guy Bovet, Improvisation an der Schola Cantorum Basiliensis bei Rudolf Lutz) mit dem Konzertdiplom. Im Diplomkonzert in der Basler Pauluskirche erklang als Uraufführung die Toccata Perpetuum mobile (für drei Organisten an einer Orgel), eine Komposition seines Landsmannes Michael Floredo (* 1967). Durch diese Vorstudie inspiriert schuf Floredo seine Orgelsinfonie St. Florian, die 2010 bei den Brucknertagen im Augustiner Chorherrenstift St. Florian von Matthias Maierhofer, Johannes Trümpler und Jürgen Natter – unter der Leitung von Matthias Giesen – uraufgeführt wurde.
Natter übt eine rege Konzerttätigkeit als Solist, Improvisator sowie als Begleiter von Chören und Solisten in ganz Europa aus. Er arbeitete unter anderem gemeinsam mit Dirigenten wie Manfred Honeck, William Lacey und Andreas Spering. Natter musizierte als Solist unter anderem an der Bruckner-Orgel im Stift St. Florian, an der Orgel der Marienkirche Lübeck, an der Hildebrandt-Orgel in der Stadtpfarrkirche St. Wenzel in Naumburg und an der Orgel von St. Gumbertus in Ansbach. Außerdem spielte Natter im Rahmen der Bregenzer Festspiele, beim Orgelfestival Magadino, beim Weimarer Orgelsommer und im Radiokulturhaus des ORF in Wien. Mehrere Lesereisen unternahm er gemeinsam mit dem Schriftsteller Robert Schneider. Natter begleitet die Lesungen des Autors aus den Romanen Schlafes Bruder und Die Offenbarung mit Improvisationen an der Orgel.
In frühen Jahren prägend für ihn waren die Bach-Einspielungen Karl Richters – sie vermittelten ihm den ersten, entscheidenden Höreindruck der Musik Johann Sebastian Bachs, und in weiterer Folge auch die Kunst der Phrasierung in der Musik.
Im Jahr 2008 rief er das „Rheintaler Bach-Orchester“ ins Leben, 2011 die Konzertreihe „Altacher Orgelsoireen“ (jährlich 4–5 Konzerte in der Pfarrkirche Altach). Allgemeine Anerkennung findet dabei nicht nur die hochstehende musikalische Qualität, sondern ebenso die bestechende, innovative Programmierung.

## Diskografie
- Jürgen Natter spielt Bach im Gedenken an Karl Richter. Aufgenommen an der Grass-Späth-Orgel der ehemaligen Klosterkirche zu Neu St. Johann (erschienen 2011, Eigenverlag)
- Die Mayer-Orgel zu Riddes/VS (CH). Werke von Bach, Brahms, Tailleferre, Floredo, Liszt und Schostakowitsch (erschienen 2006, Eigenverlag)